# 플랴비냐스시

시 문장

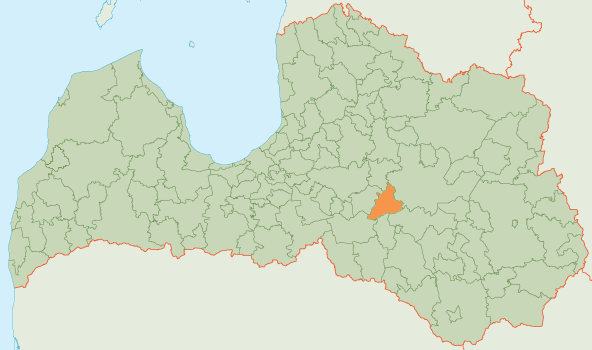
플랴비냐스 시의 위치

플랴비냐스시(라트비아어: Pļaviņu novads)는 라트비아의 지방 자치체로 행정 중심지는 플랴비냐스이며 면적은 376.8km2, 인구는 6,447명(2009년 기준), 인구 밀도는 17명/km2이다. 1개 도시, 3개 교구를 관할한다.